# Damian Dombrowski
Damian Dombrowski (* 1966 in Münster) ist ein deutscher Kunsthistoriker. Er lehrt Kunstgeschichte an der Universität Würzburg. Seit 2014 ist er Direktor der Neueren Abteilung des Martin von Wagner Museums.

## Werdegang
Dombrowski studierte von 1987 bis 1993 Kunstgeschichte mit den Nebenfächern Romanistik und Politikwissenschaft an den Universitäten Würzburg und Münster. Von 1988 bis 1989 war er Redakteur bei Radio Vatikan, Rom. Von 1990 bis 2008 schrieb er als Freier Mitarbeiter für die Frankfurter Allgemeine Zeitung und ab 2008 für die Süddeutsche Zeitung, München.

## Wirken
1996 wurde Dombrowski in Münster bei Jürg Meyer zur Capellen mit Summa cum laude promoviert. Für seine Dissertation erhielt er 2000 den Hans-Janssen-Preis für Europäische Kunstgeschichte der Akademie der Wissenschaften zu Göttingen. Anschließend war er von 1997 bis 1998 Wissenschaftlicher Mitarbeiter im Sonderforschungsbereich 537 an der TU Dresden und von 1998 bis 2004 Wissenschaftlicher Assistent an der Universität Würzburg. 2004 habilitierte er sich an der Universität Würzburg mit dem Thema „Die religiösen Gemälde Sandro Botticellis“.
Von März bis August 2008 hatte er die Rudolf-Wittkower-Professur der Bibliotheca Hertziana in Rom inne, 2008/2009 war er Member am Institute for Advanced Study, Princeton (New Jersey). Seit 2009 ist er Professor für Kunstgeschichte am Lehrstuhl für mittlere und neuere Kunstgeschichte in Würzburg. Seit 1. Oktober 2014 ist er Direktor der Neueren Abteilung des Martin von Wagner Museums der Universität Würzburg.
Seine Forschungsschwerpunkte sind die Mittelalterliche Grabplastik, die Renaissancemalerei und Kunst und Architektur der Spätrenaissance in Deutschland, die italienische Barockskulptur sowie die amerikanische Malerei (1650–1950).

## Schriften (Auswahl)
- Damian Dombrowski (Hrsg.): »Der Arbeit die Schönheit geben«. Tiepolo und seine Werkstatt in Würzburg, Würzburg/München 2020, ISBN 978-3-422-98598-8.

- Tiepolos Globalität, in: Kulturstadt Würzburg. Kunst, Literatur und Wissenschaft von der Schönbornzeit bis zur Reichsgründung, Bd. 2, Würzburg 2013, S. 107–152.

- Botticelli. Ein Florentiner Maler über Gott, die Welt und sich selbst, Band 171 von Salto, Wagenbach, Berlin, 2010
- Die religiösen Gemälde Sandro Botticellis. Malerei als pia philosophia, Band 7 von Italienische Forschungen des Kunsthistorischen Instituts in Florenz, Deutscher Kunstverlag, 2010, ISBN 978-3-422-06945-9.
- Damian Dombrowski (Hrsg.): Zwischen den Welten. Beiträge zur Kunstgeschichte für Jürg Meyer zur Capellen. Festschrift zum 60. Geburtstag, Weimar 2001.
- Giuliano Finelli. Bildhauer zwischen Neapel und Rom, Band 7 von Schriften zur bildenden Kunst, P. Lang, Frankfurt am Main, 1997, ISBN 978-3-631-32692-3 (Dissertation).